# Platysenta dentistrigata
Platysenta dentistrigata är en fjärilsart som beskrevs av Walker 1858. Platysenta dentistrigata ingår i släktet Platysenta och familjen nattflyn. Inga underarter finns listade i Catalogue of Life.